# Cry (album của Cigarettes After Sex)
Cry là album phòng thu thứ hai của ban nhạc Cigarettes After Sex người Mỹ thuộc thể loại ambient pop, được phát hành thông qua Partisan Records vào ngày 25 tháng 10 năm 2019. Album được bắt đầu bằng việc phát hành đĩa đơn "Heavenly".

## Bối cảnh
Trưởng nhóm Greg Gonzalez từng nói: "Chúng tôi đã biến [Cry] thành một bức ảnh chụp khoảnh khắc, để ghi lại cảm giác của một thứ gì đó. Và nó thật là thiếu sót, nhưng thực tế sự thiếu sót đấy, có nghĩa đấy là một sự miêu tả trung thực. Và đó là điều hoàn hảo đối với tôi."  Gonzalez cũng nhận xét rằng anh xem album này như là một "bộ phim" vì nó "được ghi lại ở một địa điểm kỳ lạ, tuyệt đẹp tại Mallorca, và nó gắn kết tất cả các nhân vật và các cảnh khác nhau lại với nhau, nhưng cuối cùng sự thật vẫn là sự lãng mạn, vẻ đẹp & tình dục." 
Xây dựng phong cách của ban nhạc, Gonzalez nói rằng sau khi trải qua một sự đau lòng, âm nhạc anh cần là "phải thật nhẹ nhàng" và "yên bình, vì trong nội tâm tôi đã trải qua những biến động đó. Âm nhạc mà tôi tạo ra, đã trở thành cảm xúc để diễn tả lại những gì mà tôi đã trải qua trong cuộc sống." 

## Đánh giá chuyên môn
| Đánh giá chuyên môn | Đánh giá chuyên môn |
| Điểm trung bình     | Điểm trung bình     |
| Nguồn               | Đánh giá            |
| ------------------- | ------------------- |
| Metacritic          | 68/100              |
| Nguồn đánh giá      |                     |
| Nguồn               | Đánh giá            |
| AllMusic            | [ 3 ]               |
| Clash               | 8/10                |
| Exclaim!            | 9/10                |
| The Guardian        | [ 1 ]               |
| The Independent     | [ 9 ]               |
| NME                 | [ 10 ]              |
| Pitchfork           | 4.0/10              |

Cry nhận được đánh giá tích cực từ các nhà phê bình. Bản phát hành lần này đã nhận được điểm trung bình 68/100, dựa trên 11 bài đánh giá.  Alisha Mughal từ Exclaim!  gọi album là "nhẹ nhàng và dễ bị tổn thương" hơn album đầu tay của ban nhạc, và còn viết thêm rằng album "sẽ khiến bạn khóc, vì Gonzalez biết mình đang làm gì. Nó rất tuyệt vời cũng như tuyệt đẹp, nó sẽ đánh thức các giác quan của bạn và bạn không thể bỏ qua nó." Mặt khác, Timothy Monger của AllMusic tuyên bố rằng "đối với một dự án chỉ dựa trên thú vui và cảm giác, có cảm giác như Cigarettes After Sex quá một màu."

### Bảng xếp hạng cuối năm
| Nhà xuất bản          | Giải thưởng                        | Hạng | Tham khảo |
| --------------------- | ---------------------------------- | ---- | --------- |
| Nhật báo Afisha (Nga) | Album nước ngoài hay nhất năm 2019 | 13   | [ 11 ]    |

## Danh sách bài hát
Tất cả bài hát được viết bởi Greg Gonzalez.
| STT              | Nhan đề                                 | Thời lượng |
| ---------------- | --------------------------------------- | ---------- |
| 1.               | "Don't Let Me Go"                       | 4:22       |
| 2.               | "Kiss It Off Me"                        | 4:29       |
| 3.               | "Heavenly"                              | 4:48       |
| 4.               | "You're the Only Good Thing in My Life" | 4:35       |
| 5.               | "Touch"                                 | 4:52       |
| 6.               | "Hentai"                                | 4:45       |
| 7.               | "Cry"                                   | 4:16       |
| 8.               | "Falling in Love"                       | 4:05       |
| 9.               | "Pure"                                  | 4:14       |
| Tổng thời lượng: | Tổng thời lượng:                        | 40:26      |

## Thành viên & Những người thực hiện
Cigarettes After Sex
- Greg Gonzales - hát chính, guitar
- Randall Miller - bass
- Jacob Tomsky - trống
- Phillip Tubbs - keyboards

Sản xuất
- Greg Gonzales - sản xuất
- Craig Silvey - phối khí
- Max Prior - kỹ thuật bổ sung
- Greg Calbi - mastering

Ảnh minh họa
- Randall Miller - thiết kế đồ họa
- Donovan Brien - thiết kế bao bì bổ sung
- Alessandro Puccinelli - ảnh bìa (Mare 345 - Seascape)

## Thứ hạng
| Bảng xếp hạng (2019)                | Thứ hạng cao nhất |
| ----------------------------------- | ----------------- |
| Australian Albums (ARIA)            | 61                |
| Album Áo (Ö3 Austria)               | 26                |
| Album Bỉ (Ultratop Vlaanderen)      | 8                 |
| Album Bỉ (Ultratop Wallonie)        | 19                |
| Album Cộng hòa Séc (ČNS IFPI)       | 95                |
| Album Đan Mạch (Hitlisten)          | 31                |
| Album Hà Lan (Album Top 100)        | 37                |
| Album Pháp (SNEP)                   | 27                |
| Album Đức (Offizielle Top 100)      | 29                |
| Album Ý (FIMI)                      | 60                |
| Latvian Albums (LAIPA)              | 19                |
| Lithuanian Albums (AGATA)           | 10                |
| Album Ba Lan (ZPAV)                 | 21                |
| Album Bồ Đào Nha (AFP)              | 1                 |
| Album Scotland (OCC)                | 21                |
| Album Tây Ban Nha (PROMUSICAE)      | 26                |
| Album Thụy Sĩ (Schweizer Hitparade) | 18                |
| Album Anh Quốc (OCC)                | 36                |
| Album Hoa Kỳ Billboard 200          | 152               |